# Corniche Deira
Corniche Deira (in arabo كورنيش ديرة	‎?) è una comunità dell'Emirato di Dubai, negli Emirati Arabi Uniti. Si trova nel Settore 1 nella zona settentrionale di Dubai, nel quartiere storico di Deira. 

## Territorio
Il territorio occupa un'area di 0,6 km² lungo la costa del Golfo Persico di fronte all'isola artificiale di Palm Deira.
Confina a sud-ovest con la comunità di Al Corniche e a nord-est con la comunità di Al Hamriya Port. Verso l'entroterra confina con le altre comunità del Settore 1 di Al Baraha e Abu Hail.
Il quartiere è collegato all'isola artificiale di Palm Deira dal ponte Deira Bridge, ultimato nel 2016, che si trova lungo la Abu Bakar Al Siddique Road (D 78).
La Al Khaleej Street (D 92) segna il confine verso l'entroterra con le altre comunità, mentre la Corniche Street, proveniente dall'Infinity Bridge confluisce nella  Al Khaleej Street subito dopo aver lasciato Al Corniche. 
L'area non è servita della Metropolitana di Dubai anche se non mancano diverse linee di superficie che percorrono tutto il quartiere lungo la Al Khaleej Street.
Corniche Deira è una comunita commerciale e industriale, quasi del tutto priva di insediamenti abitativi. Il punto più significativo del quartiere è il Waterfront Market, situato nella zona nord lungo la Al Khaleej Street, con il suo famoso mercato del pesce, che è il più importante di Dubai.
Da notare che il termine "Deira Corniche" è usato anche per indicare la passeggiata lungomare di fronte all'isola di Palm Deira. Questo tratto, lungo oltre 3 km, parte dalla foce del Dubai Creek e arriva fino al porto di Al Hamriya, comprendendo quindi sia il lungomare di Al Corniche che quello di Corniche Deira. L'originale Deira Corniche era una spianata sul lungomare con un'ampia passerella pedonale. La sua costruzione è iniziata nel 1975 ad opera dello sceicco Hamdan bin Rashid Al Maktoum e fino al 2010 è rimasta principalmente una destinazione per il tempo libero e la ricreazione. Nel 2012, tuttavia, è iniziata un'importante ricostruzione (Dhow Wharfage Development Project). Con l'obiettivo di riutilizzare completamente il lungomare, il progetto ha trasformato la passeggiata in un molo per i dhow.
La nuova banchina si estende per oltre 3 km e offre posti di attracco per circa 450 dhow in 30 aree di carico. Sono state realizzate inoltre altre importanti strutture come banchine di segnalazione, edifici amministrativi e una stazione di rifornimento. Il molo è così diventato un'importante aggiunta all'infrastruttura marittima del Dubai Creek fornendo una quantità significativa di capacità di carico/scarico e potendo ricevere navi molto più grandi del Creek stesso.